# باربرا بول
باربرا بول (بالإنجليزية: Barbara Paul)‏ (5 يونيو 1931، مايسفيل في الولايات المتحدة)؛ كاتِبة وروائية أمريكية.

## روابط خارجية
- باربرا بول على موقع IMDb (الإنجليزية)
- باربرا بول على موقع قاعدة بيانات الفيلم (الإنجليزية)